# Riviera di Rimini Challenger 2009
Il Riviera di Rimini Challenger 2009 è un torneo professionistico di tennis maschile giocato sulla terra rossa, che faceva parte dell'ATP Challenger Tour 2009. Si è giocato a Rimini in Italia dal 13 al 19 luglio 2009.

## Partecipanti

### Teste di serie
| Nazionalità | Giocatore             | Ranking* | Testa di serie |
| ----------- | --------------------- | -------- | -------------- |
| Brasile     | Thiago Alves          | 98       | 1              |
| Spagna      | Rubén Ramírez Hidalgo | 109      | 2              |
| Croazia     | Roko Karanušić        | 112      | 3              |
| Serbia      | Ilija Bozoljac        | 126      | 4              |
| Italia      | Filippo Volandri      | 138      | 5              |
| Brasile     | Thomaz Bellucci       | 143      | 6              |
| Paesi Bassi | Jesse Huta Galung     | 148      | 7              |
| Italia      | Paolo Lorenzi         | 150      | 8              |

- Ranking al 6 luglio 2009.

### Altri partecipanti
Giocatori che hanno ricevuto una wild card:
- Daniele Bracciali
- Juan Ignacio Chela
- Rubén Ramírez Hidalgo
- Filippo Volandri
- Jan Minář (special exempt)
- Albert Ramos Viñolas (special exempt)

Giocatori passati dalle qualificazioni:
- Enrico Burzi
- Farruch Dustov
- Daniele Giorgini
- Gianluca Naso
- Marc Sieber (Lucky Loser)

## Campioni

### Singolare
Thomaz Bellucci ha battuto in finale  Juan Pablo Brzezicki con il punteggio di 3–6, 6–3, 6–1

### Doppio
Matthias Bachinger /  Dieter Kindlmann hanno battuto in finale  Leonardo Azzaro /  Marco Crugnola con il punteggio di 6–4, 6–2